# Verbascum eleonorae
Verbascum eleonorae är en flenörtsväxtart som beskrevs av Hub.-mor.. Verbascum eleonorae ingår i släktet kungsljus, och familjen flenörtsväxter. Inga underarter finns listade i Catalogue of Life.